# Ryō Yoshizawa
Ryō Yoshizawa (吉沢亮?, Yoshizawa Ryō; Tokyo, 1º febbraio 1994) è un attore e doppiatore giapponese.
I suoi ruoli più importanti sono stati quelli realizzati nel film live action di Gintama nei panni di Sougo Okita e nei film Friends Games come Katagiri Yuichi. È noto per il suo carattere emotivo, lo sguardo penetrante e lo stile di recitazione naturale e spontanea.

## Carriera
All'inizio del 2011 Yoshizawa ha fatto il suo debutto in Sign con altri attori della Amuse come Dori Sakurada e Takuya Uehara; nella seconda metà di quell'anno ha recitato nel Kingyo Club. Ha poi continuato a ritrarre Ryusei Sakuta nella serie tokusatsu Kamen Rider Fourze, facendo il suo debutto nel diciassettesimo episodio.
Yoshizawa è stato intervistato nel suo ruolo da Uchusen, l'intervista è stata pubblicata nel 135° numero; qui ha rivelato l'ispirazione che sta dietro il disturbo dissociativo dell'identità del suo personaggio e la sua prima esperienza nel doppiaggio. Yoshizawa ha paragonato il suo personaggio a quello di Light Yagami di Death Note. Ha anche guardato i film di Bruce Lee come punto di riferimento, dato che il suo personaggio ne ha eseguito spesso le mosse come Howatchā (ホ ワ ッ チ ャ ー ッ) quando spara pugni o tira calci.

## Filmografia

### Televisione
| Anno | Titolo                              | Ruolo            | Network  | Altre note               |
| ---- | ----------------------------------- | ---------------- | -------- | ------------------------ |
| 2011 | SIGN                                | Yuuki Nagi       | MBS      |                          |
| 2011 | Kingyo Club                         | Sho Yanagihashi  | NHK      |                          |
| 2012 | Kamen Rider Fourze                  | Ryusei Sakuta    | TV Asahi | Debutto all'episodio 17) |
| 2014 | Lost Days                           | Natsu Takano     | Fuji TV  |                          |
| 2014 | Suikyū yankīsu (Water Polo Yankees) | Shinsuke Kato    | Fuji TV  |                          |
| 2014 | Jigoku sensei Nūbē                  | Katsuya Kimura   | NTV      |                          |
| 2015 | HEAT                                | Kohei Matsuyama  | Fuji TV  |                          |
| 2015 | Otona Joshi                         | Ryosuke Maekawa  | Fuji TV  |                          |
| 2017 | Friends Games                       | Yūichi Katakiri  |          | Protagonista             |
| 2018 | Giver: Revenge's Giver              | Giba             | TV Tokyo | Protagonista             |
| 2018 | Survival Wedding                    | Yuichi Kashiwagi | NTV      | Protagonista             |
| 2018 | Gintama (serie televisiva) 2        | Sougo Okita      | DTV      |                          |
| 2019 | Natsuzora                           | Ten'yō Yamada    | NHK      | Asadora                  |

### Cinema
| Anno | Titolo                                                         | Ruolo           | Altre note                                   |
| ---- | -------------------------------------------------------------- | --------------- | -------------------------------------------- |
| 2011 | Kamen raidâ x Kamen raidâ Fôze & Ôzu Movie taisen Mega Max     | Ryusei Sakuta   | Crediti per il "Misterioso studente" (cameo) |
| 2012 | Kamen Rider × Super Sentai: Super Hero Taisen                  | Ryusei Sakuta   |                                              |
| 2012 | Kamen Rider Fourze the Movie: Space, Here We Come!             | Ryusei Sakuta   |                                              |
| 2012 | Toei Hero Next 2: The Future I'm Executing                     |                 |                                              |
| 2012 | Kamen Rider × Kamen Rider Wizard & Fourze: Movie War Ultimatum | Ryusei Sakuta   |                                              |
| 2013 | Danshi kōkōsei no nichijō                                      | Hidenori Tabata |                                              |
| 2013 | Kanojo wa uso o aishisugiteru (The Liar and His Lover)         | Yuichi Kimijima |                                              |
| 2014 | Ao haru ride - A un passo da te (Blue Spring Ride)             | Aya Kominato    |                                              |
| 2016 | Wolf Girl & Black Prince                                       | Yuu Kusakabe    |                                              |
| 2017 | Gintama                                                        | Sougo Okita     |                                              |
| 2017 | Friends Games                                                  | Yūichi Katakiri | Protagonista                                 |
| 2017 | Friends Games - Final Movie                                    | Yūichi Katakiri | Protagonista                                 |
| 2017 | Saiki Kusuo no Sai-nan (The Disastrous Life of Saiki K.)       | Shun Kaidō      |                                              |
| 2018 | River's Edge (film 2018)                                       | Ichiro Yamada   | Lead role                                    |
| 2018 | Anoko no Toriko                                                | Yori            | Protagonista                                 |
| 2018 | Evil and the Mask                                              | Ryōsuke Itō     |                                              |
| 2018 | Marmalade Boy                                                  | Yuu Matsuura    | Protagonista                                 |
| 2018 | Reon                                                           | Tōru Ichijō     |                                              |
| 2018 | Neko wa Daku Mono                                              | Cat Yoshio      | Protagonista                                 |
| 2018 | Bleach                                                         | Uryū Ishida     |                                              |
| 2018 | Gintama 2                                                      | Sougo Okita     |                                              |
| 2020 | Ichido Shindemita                                              | Matsuoka        |                                              |